# 岩崎知弘
岩崎知弘（1918年12月15日—1974年8月8日），為日本女性畫家，本名松本知弘，「岩崎」為其結婚前的舊姓，其發表作品使用的日文名字為婚前名字「岩崎知弘」的平假名。其出生於福井縣武生市（現已合併為越前市），1974年因肝癌而過世；丈夫為曾連續擔任36年日本眾議院議員的松本善明，繪本作家松本春野為其孫女。
其繪畫特色為將水彩畫融合東方傳統繪畫技術，並以「孩童」為作畫主題；其早期也曾使用（為「知弘」的平假名）、「岩崎千尋」（「千尋」的日文發音與「知弘」相同）、（岩崎知弘的片假名）的名字發表作品，在中國亦有出版社將其名稱翻譯為「岩崎千弘」。

## 經歷
岩崎知弘父親為大日本帝國陸軍築城本部之建築技師，母親為女學校之教師，於母親被派任至福井縣武生市時出生，隔年回到東京，並於東京長大；自14歲開始學習繪畫，20歲結婚後隨丈夫前往當時日本的租借地關東州大连市，但2年後由於丈夫自殺返回日本。1944年隨著女子開拓團再度前往滿州勃利，戰況惡化後於同年歸國。二次大戰結束前，由於1945年的東京大空襲位於東京中野的家被燒毀，因而回到母親娘家松本市避難。1950年與松本善明再婚。
1949年因紙畫劇「母親的故事」而開始成為專業畫家，並持續以兒童及花卉為主題，在繪本、兒童圖畫雜誌等書籍發表作品；1961年獲得產經兒童出版文化獎，1973年獲得義大利波隆那童書展繪圖獎，1974年獲得德國萊比錫國際書展銅獎。

## 知弘美術館
其過世後，生前位於東京都練馬區下石神井的住所於1977年設立當年全世界第一座繪本美術館－「岩崎知弘繪本美術館」，展出其遺留之9,400多件作品；「岩崎知弘繪本美術館」後於1997年改名為「知弘美術館」，同年在岩崎知弘曾於二戰末期居住過的長野縣松川村也設立了安曇野知弘美術館，而東京的知弘美術館於2002年再次改名為「知弘美術館・東京」。

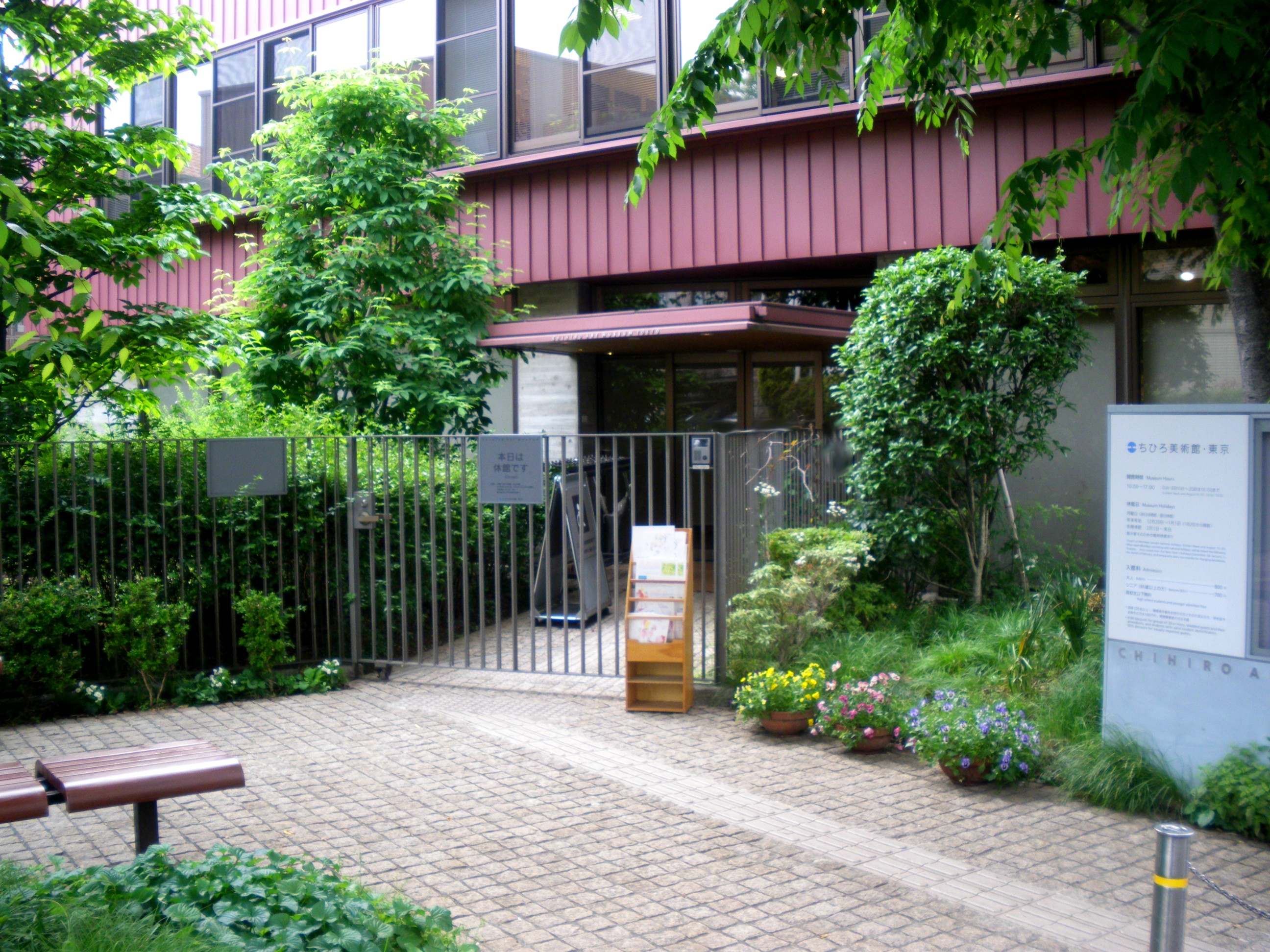
知弘美術館・東京外觀
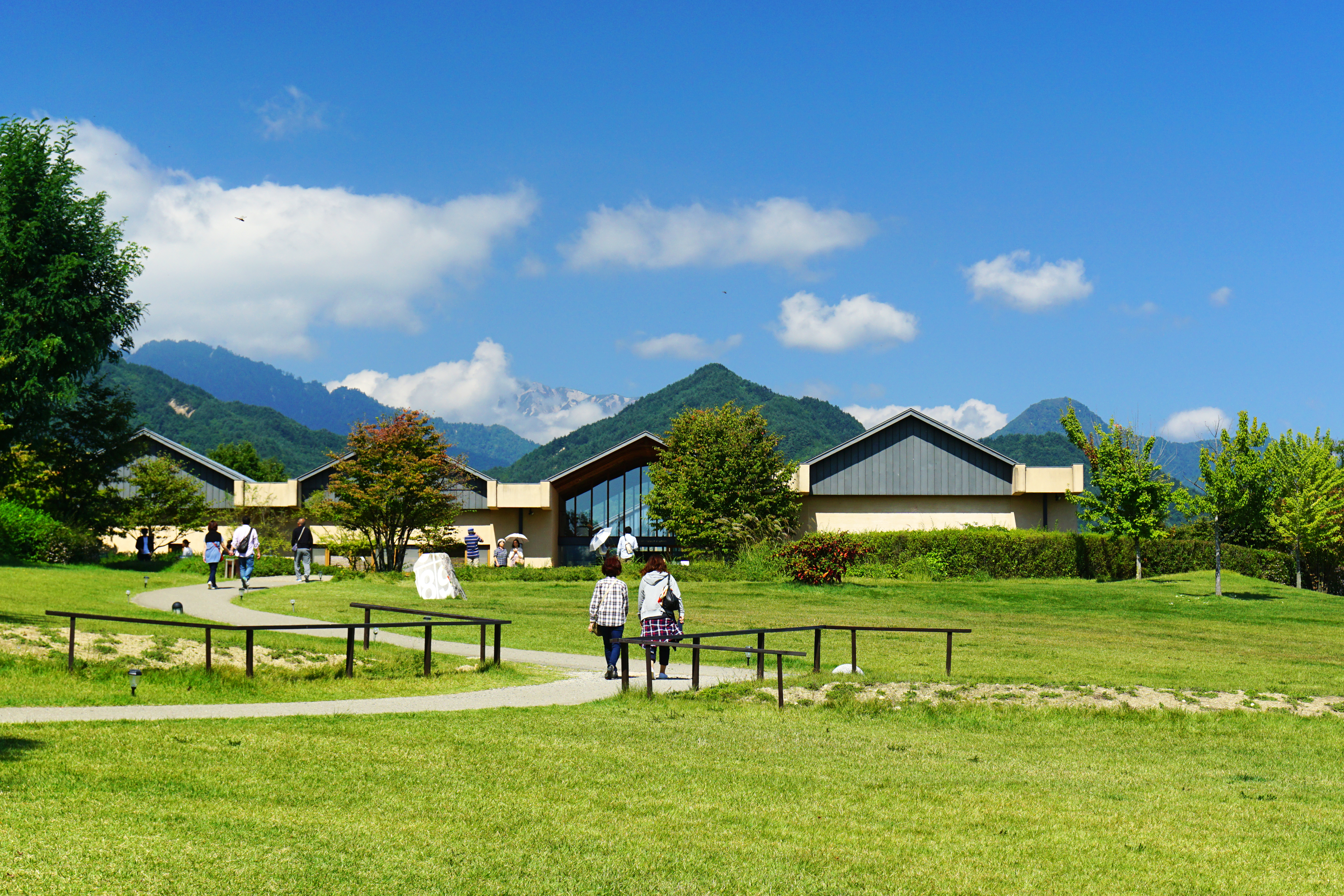
安曇野千尋美術館

## 外部連結
- （日語） 知弘美術館 （页面存档备份，存于）
  - （繁體中文） 知弘美術館 （页面存档备份，存于）
  - （简体中文） 知弘美術館 （页面存档备份，存于）
- （日語） YouTube上的知弘美術館頻道